# Onthophagus changshouensis
Onthophagus changshouensis är en skalbaggsart som beskrevs av Zhang 1997. Onthophagus changshouensis ingår i släktet Onthophagus och familjen bladhorningar. Inga underarter finns listade i Catalogue of Life.